# Église Notre-Dame de Montfarville
Pour les articles homonymes, voir Église Notre-Dame.
L'église Notre-Dame de Montfarville est un édifice catholique qui se dresse sur le territoire de la commune française de Montfarville, dans le département de la Manche, en région Normandie.
L'église est partiellement inscrite au titre des monuments historiques.

## Localisation
L'église Notre-Dame est située au milieu de la commune de Montfarville, dans le département français de la Manche.

## Historique
L'église a été construite au XIIIe siècle. De cette époque il subsiste le clocher coiffé en bâtière. Elle est presque entièrement refaite en 1763 en granit blanc du pays, grâce aux libéralités de son curé, maître Caillet, et bénie le 12 février 1764. Au dessus du portail classique est porté l'inscription : « 1763 : Messire C. Caillet, curé de ce lieu a fait bâtir cette église à ses frais ».

## Description

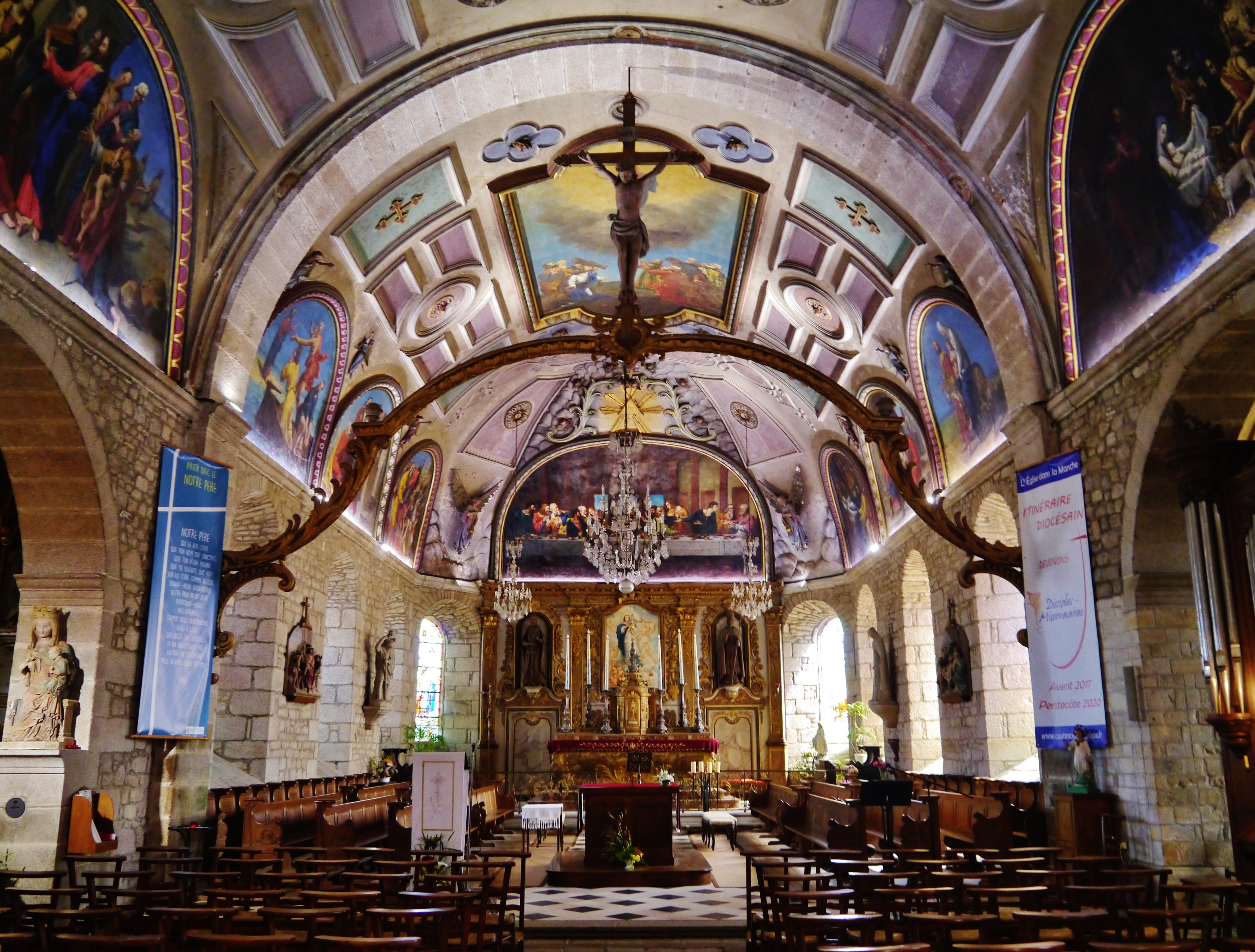
Vue du chœur depuis la nef.
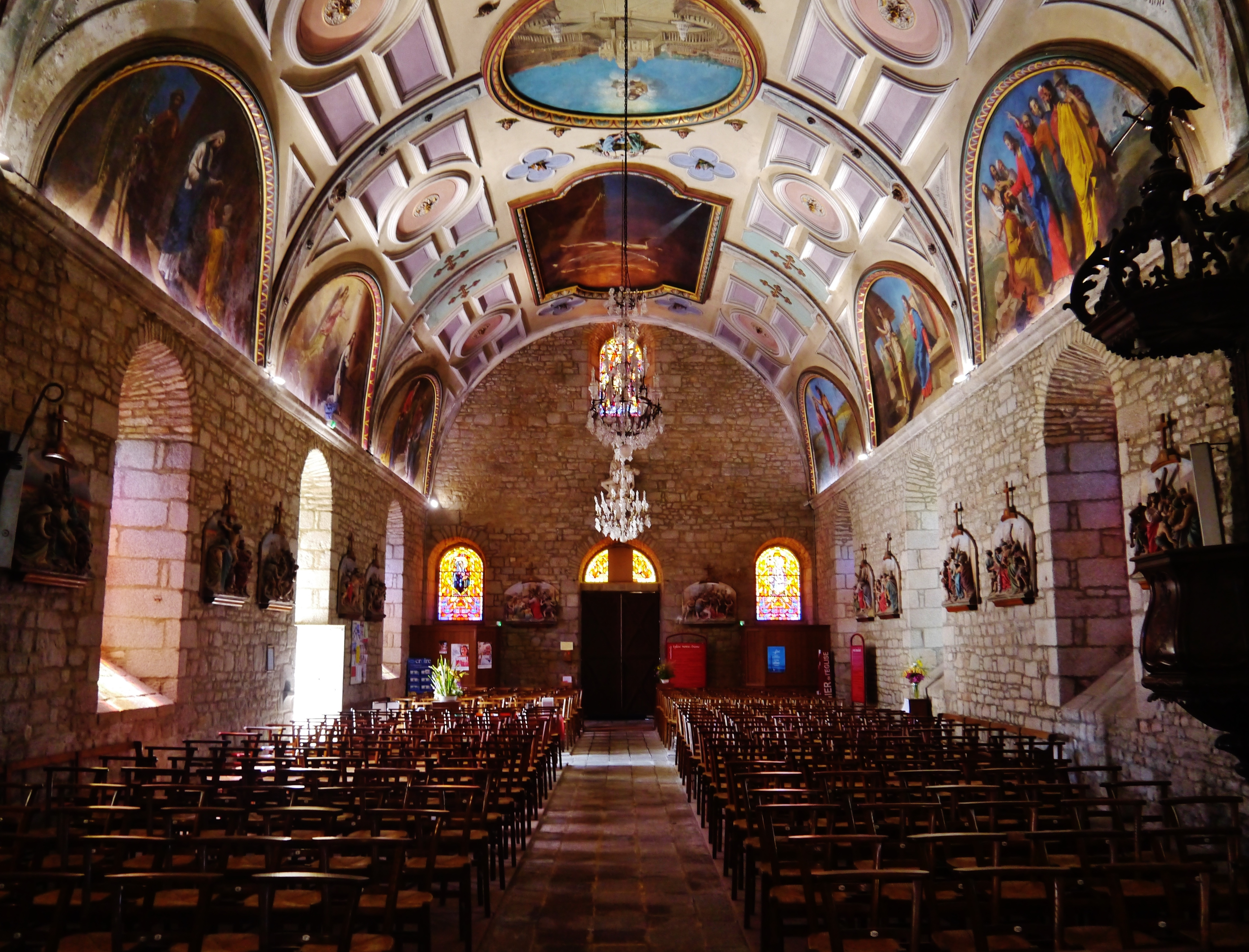
Vue de la nef.

## Protection
L'église, à l'exception des peintures sur toiles marouflées de la voûte déjà classées, est inscrite au titre des monuments historiques par arrêté du 21 décembre 1994.

## Mobilier et décor
L'édifice est reconnu grâce à l'iconographie sulpicienne du peintre du Val de Saire, Guillaume Fouace, qui réalisa entre 1879 et 1881, à la demande du curé de l'époque, l'abbé Goutière (1815-1881), les 19 tableaux, illustrant les principales scènes du Nouveau Testament, qui ornent la voûte en berceau. Les toiles, semblables à des fresques, réalisées en atelier, grâce aux dons — notamment de François Debrix et Bernard Lebaron pour un montant de 90 000 francs or —, sont classés au monuments historique au titre objet, en 1983 et 1984. Il fallut deux ans au peintre pour réaliser les dix-huit scènes de la vie du Christ dont la Cène, pour lesquelles certains habitants servirent de modèles ; l'ange Gabriel sous les traits de sa propre fille.

Fresques de Guillaume Fouace
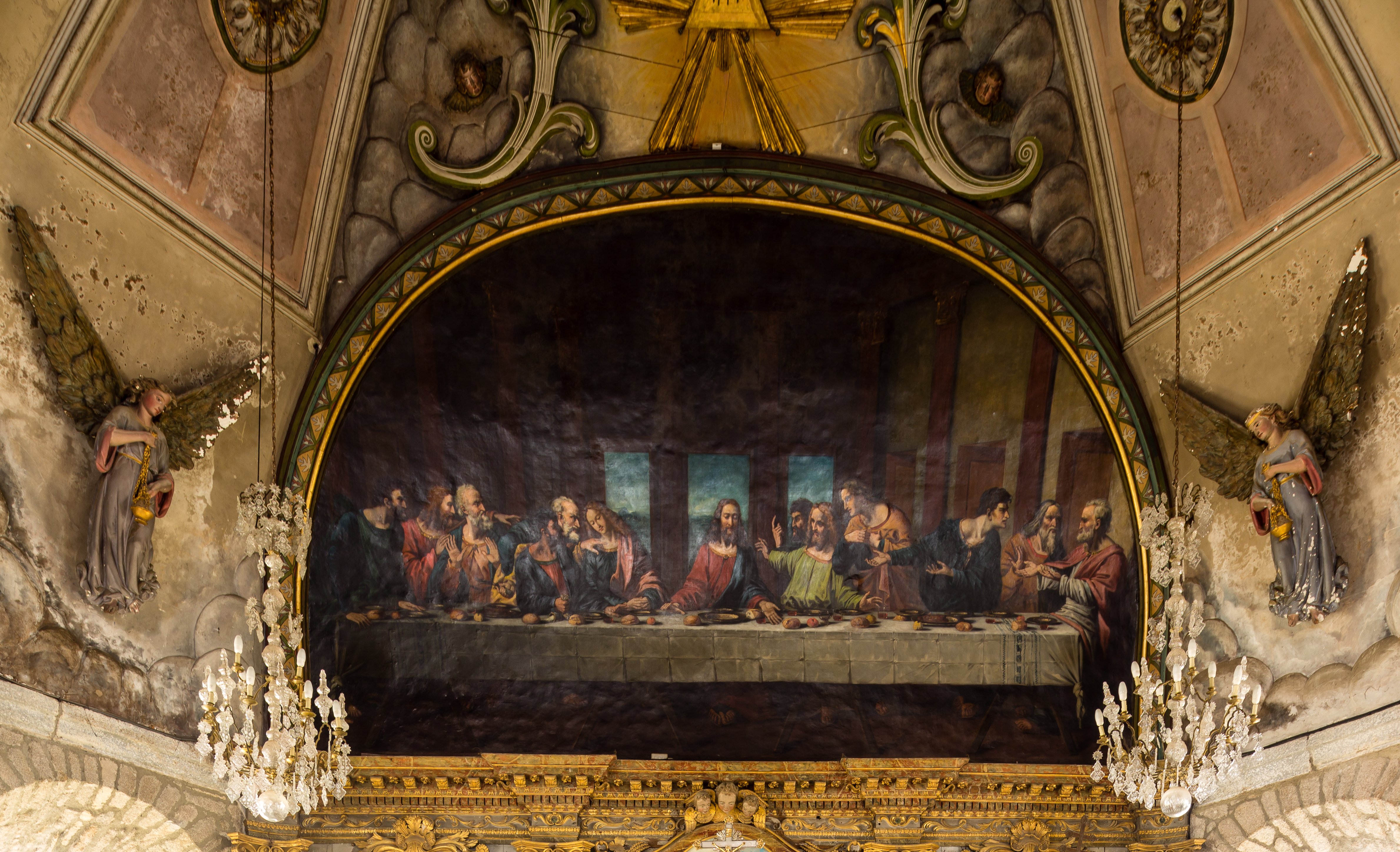
La Cène au-dessus du retable.
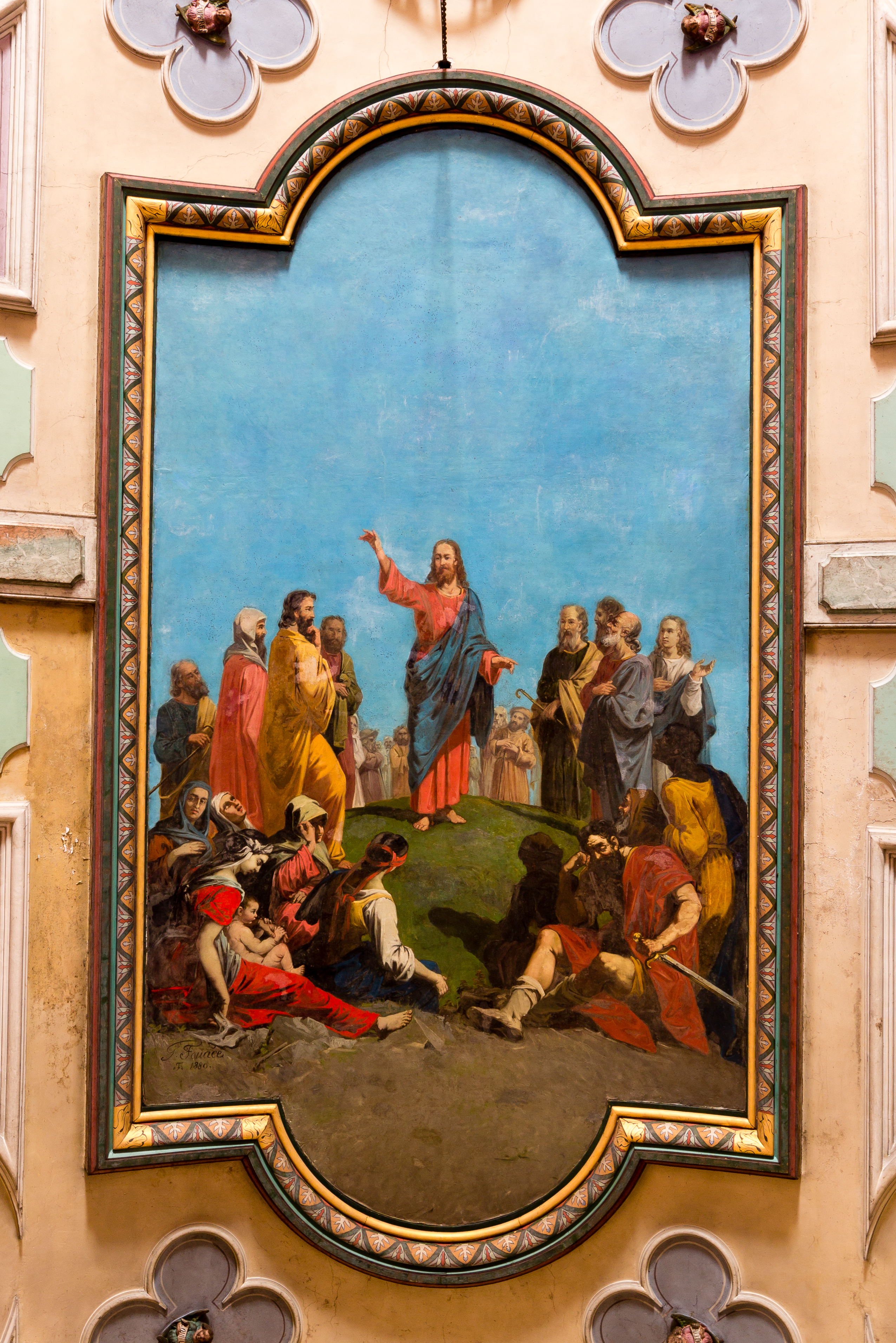
Le sermon sur la montagne au plafond de la nef.

Parmi les autres œuvres classés au titre objet on trouve : à la croisée du transept, à gauche du chœur, une statue représentant Notre-Dame de Consolation (Vierge à l'Enfant), en pierre polychromée, de la fin du XIVe siècle classée le 13 avril 1905, ainsi que le maître autel en bois peint et en partie doré, de style Louis XV et son retable surmonté de la Cène classé le 12 décembre 1955.
L'église abrite également une sainte Anne polychromée du XVIe siècle, une sainte Barbe du XVIe siècle, des statues de bois, ainsi qu'une perque de dix mètres de portée, installée en 1765, avec un Christ du XVIIe siècle, ainsi que l'autel de la chapelle nord également en bois peint de style Louis XV, comme la chaire.
Des vitraux ont été réalisés entre 1922 et 1924, dont l'un représente la condamnation de l'abbé Nicolas Cléret (1726-1792) pendant la Terreur (verrières du XXe siècle de Charles Lorin).
Les stalles — quelques-unes subsistent vers l'entrée et de chaque côté du chœur. — ainsi que le couvercle des fonts baptismaux, datés de 1784, sont l’œuvre d'un huchier de Morsalines, Guillaume Godefroy.

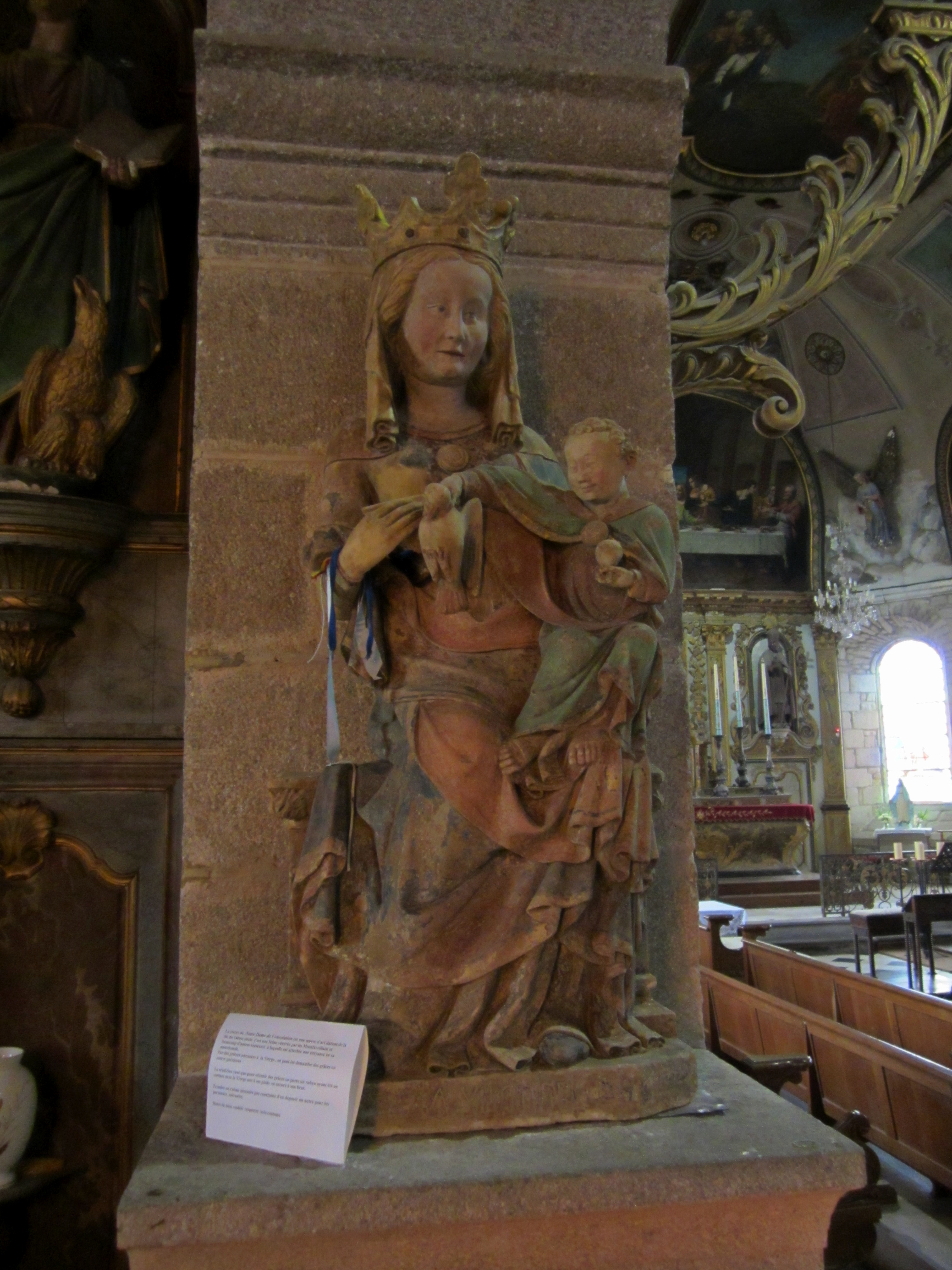
Statue de la Vierge à l'Enfant.
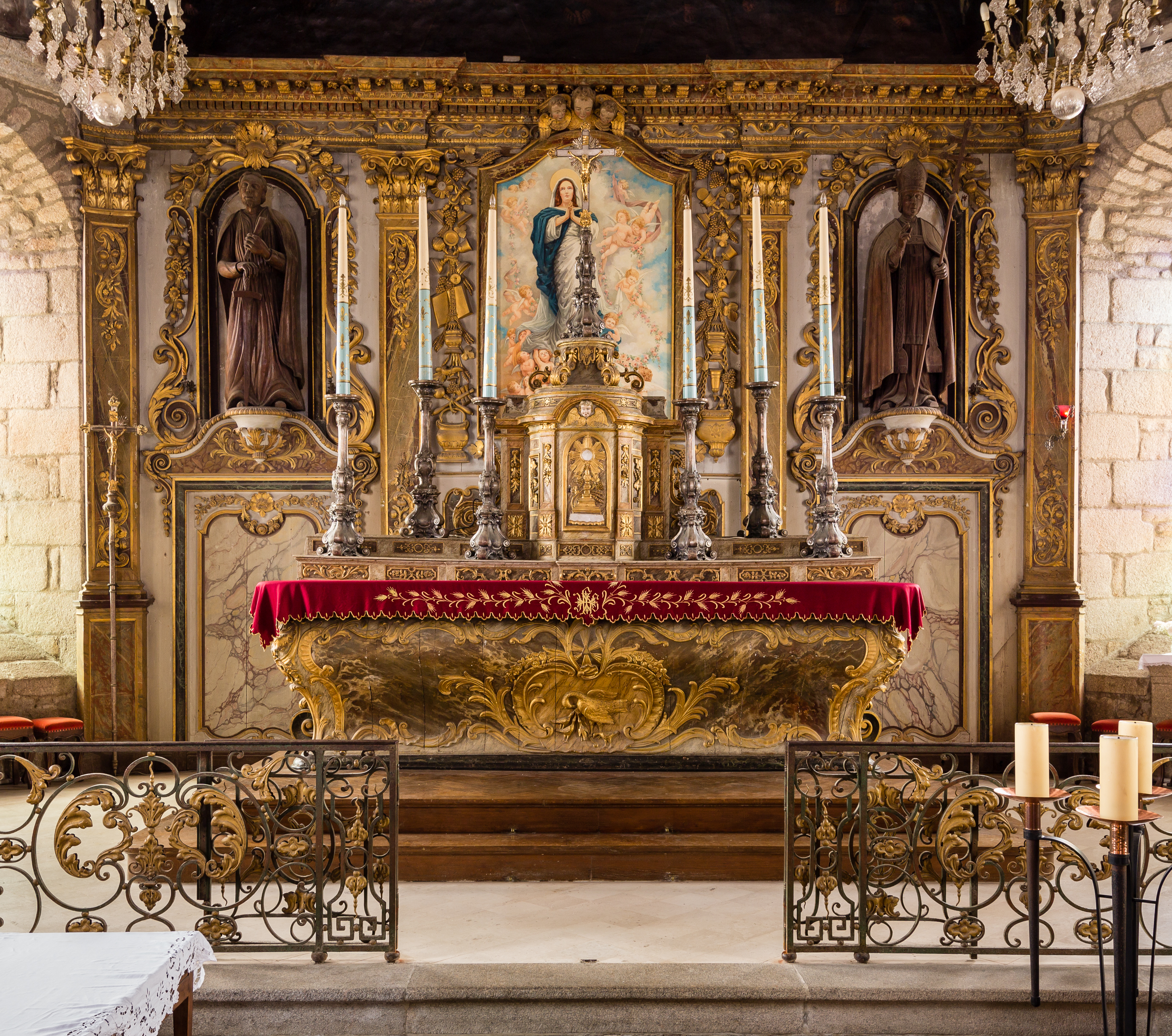
Le maître-autel, le retable et la clôture du chœur, classés.